# 堀川節子
堀川 節子（ほりかわ せつこ、1974年12月3日 - ）は、ラジオパーソナリティ。元KBS京都アナウンサー。女性。

## 来歴・人物
奈良県北葛城郡出身。立命館大学産業社会学部卒業後、1998年4月KBS京都入社。同年入社は平野智美。血液型A型。
KBSでは主にニュース・情報番組で活躍。KBS京都ラジオのマスコットキャラクターである「ラジタン」の声も務めた。
2005年3月31日をもってKBSを退職した。現在は株式会社キャラ所属。

## 担当番組
- なやまっちラジオ（京都リビングエフエム 第2第4金曜 12:30 - 13:00、2014年11月 - ）2016年からは第2金曜のみ

過去
特記のないものはすべてKBSの番組である。
テレビ
- NEWSワイド京都
- 京都新聞きらり夕刊
- ニュースきっちん
- Live5
- Weekly925
- 京都新聞ニュース
- HYPERねぎりチャンピオン
- アクセスKBS
- 金曜エンタテイメント ニュースキャスター沢木麻沙子（フジテレビ）[1]

ラジオ
- KBSおはようクラブ（水・木・金）
- 堀川節子の音楽散歩